# Agneepath (2012)
Agneepath ist ein Bollywood-Actionfilm des Regisseurs Karan Malhotra mit Hrithik Roshan in der Hauptrolle und Sanjay Dutt als Antagonist. Der Film ist ein offizielles Remake des Films Agneepath.

## Handlung
Im Inseldorf Mandwa wird der Schullehrer Dinanath Chauhan von den Dorfbewohnern hoch respektiert. Der Dorfvorsteher, der in den Augen der Bürger äußerst eifersüchtig auf Dinanaths Popularität ist, ruft seinen bösen Sohn Kancha auf, um Dinanaths Image in den Augen der Bürger zu zerstören. Kancha hat auch Pläne, ein Drogenkartell von Mandwa aus zu starten, da er weiß, dass der Boden von Mandwa reich für den Anbau von Kokain ist. Als Kancha die Menschen auffordert, ihm unter dem Vorwand, die Salzindustrie von Mandwa auszubauen, ihr Land zu leihen, rät Dinanath die Dorfbewohner davon ab. Kancha weiß das und beschließt, den Schullehrer loszuwerden. Er überfällt und ermordet ein junges Mädchen in der Schule und beschuldigt Chauhan des Mordes. Mit der Unterstützung der Dorfbewohner tötet Kancha Chauhan, indem er ihn an einem Baum zu Tode hängt, der vom jungen Vijay Chauhan, dem Sohn des Lehrers, bezeugt wird. Vijay Chauhan verlässt zusammen mit seiner schwangeren Mutter Suhasini Chauhan das Dorf. Bedürftig finden sie Schutz in der Stadt Dongri in Mumbai, aber Vijay hat die Absicht, nach Mandwa zurückzukehren und Kancha zu töten. In Mumbai bringt Vijays Mutter ein kleines Mädchen namens Shiksha zur Welt. Vijay ist von Rauf Lala angezogen, einem lokalen Mädchenhändler und vor allem einem Feind von Kancha, und möchte in seine Firma eintreten. Er verdient seine Gunst, indem er sich weigert, als Zeuge eines von Lala begangenen Verbrechens vor Gericht zu stehen, und sich seiner Bande anschließt. Währenddessen verlassen seine Mutter und seine kleine Schwester Vijays Seite, als er in jungen Jahren einen korrupten Polizisten tötet und auf Gewalt zurückgreift.

## Musik
- Chikni Chameli – Shreya Ghoshal
- Shah Ka Rutba – Sukhwinder Singh, Anand Raj Anand, Krishna Beura
- O Saiyyan – Roop Kumar Rathod
- Abhi Mujh Mein Kahin – Sonu Nigam
- Gun Gun Guna – Sunidhi Chauhan, Udit Narayan
- Deva Shree Ganesha – Ajay Gogavale

## Rezeption
Der US-amerikanische Kritik-Aggregator Rotten Tomatoes erfasst 93 % wohlwollende Kritiken.
Die Webseite Molodezhnaja.ch schrieb

„In Zeiten glattpolierter, seelenloser Hindi-Filme kommt es durchaus gelegen, wenn sich Regisseure auf die Masala-Zeit zurückbesinnen. … hier fusioniert der Regiedebütant Karan Malhotra überzeugend die Stilelemente von anno dazumal mit dem filmischen Handbuch von heute.“

und widmet sich im Review insbesondere den schauspielerischen Leistungen und den typischen Elementen eines Masala-Filmes: Wo das Original floppte, „überliess Johars Team nichts dem Zufall, heuerte Stars an, inszenierte mit viel Geld und verkaufte alles mit einer gross angelegten Werbekampagne. Dementsprechend wirkt der Film wohl doch auch etwas straffer, etwas kühler. Melodramatisch und übertrieben immer noch, aber weniger zügellos, weniger ausser Kontrolle. Das rückt ihn ein wenig in den Bereich des Austauschbaren.“
Sanjay Dutts „chargierendes Spiel [braucht] etwas Gewöhnungszeit, [stilisiert] ihn aber auch zu einem wunderbar hassenswerten Gegner hoch.“
„Hrithik Roshan … trägt den Film problemlos auf seinen breiten Schultern“ und habe mit „Rishi Kapoor hat er einen weiteren wunderbaren Gegner an seiner Seite“. Demgegenüber sei Priyanka Chopra vollends verschwendet, Om Puri wirke gelangweilt und Zarina Wahab blieb blass.
Der Film könne etwas mehr Leidenschaft und Wahnsinn gebrauchen. Er sei ein Spektakel, doch kein Knüller. Es reiche für einen sehenswerten und gelungenen Film.